# Fuente la Lancha
Fuente la Lancha ist eine spanische Gemeinde in der Provinz Córdoba in Andalusien. 2024 hatte die Gemeinde 339 Einwohner.

## Name
Der Name stammt aus dem 15. Jahrhundert und bedeutet: Brunnen aus Steinplatten. Dieses namengebende Symbol findet sich auch im Wappen der Gemeinde und leiht dem nahe gelegenen Arroyo de Lanchar seinen Namen.

## Geographie
Fuente La Lancha umfasst eine Fläche von 7 km² und liegt auf einer Höhe von 556 über dem Meer, 82 km entfernt von der Provinzhauptstadt Córdoba. Im Nordwesten begrenzt der Rio Guadamatilla die Gemeinde und im Osten verläuft dessen Zufluss, der Arroyo de Lanchar, dessen eigene Zuflüsse in der Gemeinde entspringen.
Die Landstraße A-422 durchquert den Ort. Sie entstand aus einem Pilgerweg zur Virgen de Guía.
| Nordwest: Hinojosa del Duque | Nord: Hinojosa del Duque  | Norost: Hinojosa del Duque   |
| West: Hinojosa del Duque     |                           | Ost: Villanueva del Duque    |
| Südwest: Hinojosa del Duque  | Süd: Villanueva del Duque | Südost: Villanueva del Duque |

## Geschichte
Das Dorf entstand um 1480 als Weiler von Hinojosa und es gibt keine Hinweise auf eine frühere Besiedlung an diesem Ort. In dieser Zeit hat ein starkes Bevölkerungswachstum stattgefunden. Auch der Name stammt aus dieser Zeit. Schon damals kam der Ort zum Landkreis Los Pedroches.
1594 gehörte es zur Tierra de Belalcázar in der Provincia de Trujillo.
Danach kam es als Weiler zu Hinojosa del Duque und blieb in diesem Verhältnis bis zum Jahr 1820, in dem es Verwaltungsunabhängigkeit bekam und zur Kleinstadt erhoben wurde.
Die lokale Überlieferung erzählt, dass der berühmte Räuber Juan Palomo sich im Ort versteckt hielt.
Während des Spanischen Bürgerkriegs war das 21. Regiment der republikanischen Armee längere Zeit im Ort stationiert, weil von hier aus eine der letzten großen Offensiven gestartet wurde: die Offensive auf die Extremadura(ofensiva de Extremadura). Das marokkanische Regiment übernahm Fuente la Lancha am 26. März 1939 den Ort von den Rebellen, zusammen mit Hinojosa del Duque, Belalcázar, Villanueva del Duque und El Viso.

## Sehenswürdigkeiten
In dem Dorf mit seinen weißen Häuschen fällt vor allem die Pfarrkirche Santa Catalina (Parroquia de Santa Catalina, 16. Jh.) ins Auge. Darüber hinaus gibt es noch die Casas Dieciochescas, zu denen auch die Casa Partida von Juan Palomo gehört, und die Ermita de Santo Domingo.
Schöne Natur kann man in den Gebieten El Charcolino und El Lanchar erleben.

## Kultur
Die wichtigsten Feste sind die Fiesta de la Virgen de Guía, die zusammen mit den Orten Villanueva del Duque, Hinojosa und Alcaracejos in der ersten Maiwoche gefeiert wird, sowie die Feria de Santo Domingo in der ersten Augustwoche und die Fiestas de Santa Catalina am 25. November.